# Cristian Muga
Cristian Daniel Muga Machado (Montevideo, Uruguay, 2 de enero de 1996) es un futbolista uruguayo que juega como centrocampista en Cobreloa de la Primera B de Chile.

## Trayectoria
Oriundo de Montevideo, realizó sus divisiones inferiores en River Plate, para luego unirse a Liverpool, en donde realizó su debut profesional durante el año 2017.
El año 2018 fue transferido a Uruguay Montevideo. En el mismo año, se trasladó hacia Argentina, donde tuvo un corto paso por Comisión de Actividades Infantiles (C. A. I.), para luego pasar a Guillermo Brown. Participó en 4 partidos para El capo del Sur en el Campeonato de Primera Nacional 2019-20.
De regreso a Uruguay, volvió a vestir la camiseta de Uruguay Montevideo, logrando obtener el Campeonato Uruguayo de Primera División Amateur 2020 y el ascenso a la Segunda División Profesional uruguaya. En 2022 defendió los colores de Rampla Juniors.
En 2023 volvió a salir al extranjero, esta vez para firmar por Santiago Morning de la Primera B chilena. Renovó su contrato por toda la temporada 2024 con el equipo microbusero.
El 18 de diciembre de 2024 es anunciado como nuevo jugador de Cobreloa para disputar la Primera B de la temporada 2025.

## Clubes
| Club               | País      | Año       |
| ------------------ | --------- | --------- |
| Liverpool          | Uruguay   | 2017      |
| Uruguay Montevideo | Uruguay   | 2018      |
| C. A. I.           | Argentina | 2018      |
| Guillermo Brown    | Argentina | 2018-2019 |
| Uruguay Montevideo | Uruguay   | 2020-2021 |
| Rampla Juniors     | Uruguay   | 2022      |
| Santiago Morning   | Chile     | 2023-2024 |
| Cobreloa           | Chile     | 2025-Act. |

## Palmarés
| Título                   | Equipo             | País    | Año  |
| ------------------------ | ------------------ | ------- | ---- |
| Primera División Amateur | Uruguay Montevideo | Uruguay | 2020 |